# Krummhörn
Krummhörn é um município da Alemanha localizado no distrito de Aurich, estado de Baixa Saxônia.